# Éowyn (cantante)
Éowyn (nacida como Rebecca Éowyn Denee Krueger, 1 de marzo de 1979) es una cantante, estadounidense de rock alternativo, gótico y cristiano proveniente de Nashville (Tennessee), empezó en 1999.

## Historia
Empezó a cantar 1999 en Nashville (Tennessee) y lanzó su primer álbum de estudio el 25 de marzo de 2003, titulado Shattered Illusions, producido en forma independiente, el cual alcanzó el Top 20 en la lista de Rock Cristiano Nacional en las cartillas de R&R. A partir del álbum fueron lanzados los sencillos "Take Me Away", que alcanzó el puesto #18 y su segundo sencillo "Hold Me", que se ubicó en el puesto #15.
El 21 de abril de 2006, Éowyn lanzó su segundo álbum de estudio, titulado Identity, lanzado en forma independiente, y las canciones "Remedy", "Time", "Hold Me" y "Locked Away" fueron los sencillos desprendidos del álbum, y este último contó con un video musical producido en 2006.
El 2 de abril de 2008, Éowyn lanza su tercer álbum de estudio, titulado Silent Screams, producido en forma independiente por Travis Wyrick, el cual trabajó anteriormente con grupos tales como P.O.D., We as Human, 10 Years, Pillar y Disciple. Con respecto al título del álbum, la cantante dijo lo siguiente: 

"Me rompe el corazón ver a la gente sufriendo. No puedo dejar de llorar, porque entiendo lo que les está pasando, y realmente sé cómo pueden estar totalmente de nuevo"

El grupo musical Pillar colaboró con Éowyn en la grabación de Silent Screams con el cantante Rob Beckley contribuyendo en los coros de la canción del mismo nombre y el guitarrista Noah Henson y el baterista Lester Estelle ayudando en la grabación de algunas canciones. En una entrevista, la cantante dijo lo siguiente acerca del álbum: 

"El enfoque de "Silent Screams" era realmente tratar de animar a la gente para pedir ayuda. Se centra en el concepto de que muchos de nosotros en nuestro caminar por el dolor y la inseguridad y, sin embargo, nunca hemos hecho mucho con ellos. En su lugar, enterramos nuestros sentimientos y en extremo a su vez quedamos con la sensación de soledad y abandono. Mi esperanza para "Silent Screams" era animar a la gente para gritar con los demás pero sobre todo para clamar a Dios"

Silent Screams contó con los sencillos "Crashing" y "Silent Screams", ambos lanzados en 2008 en formato de descarga digital a través del sitio web musical iTunes.
Ese mismo año, Éowyn fue la banda de soporte de la gira de Evanescence por los Estados Unidos, estuvo de gira con los grupos P.O.D., Pillar y Disciple y compartió el escenario con Krystal Meyers, Petra, Staple y Tait, entre otros.
El 3 de mayo de 2011, Éowyn lanzó en forma independiente su cuarto álbum de estudio, titulado Beautiful Ashes, producido por Travis Wyrick. El disco cuenta con un sencillo homónimo, el cual posee un video musical lanzado semanas antes del lanzamiento del álbum para la promoción del mismo. En una entrevista, la cantante describió el significado del álbum: 

"El propósito de este álbum es para animar a otros acerca de que Dios es un restaurador de la esperanza y de los sueños. Que no importa lo que la devastación que ha sucedido en su vida y no importa lo mal que sus circunstancias parecen a su alrededor, Dios quiere que superes la situación, ya que la vida puede llegar a ser hermosa una vez más"

## Origen del nombre
En una entrevista, Éowyn dijo lo siguiente acerca de su nombre: «Mi nombre es en realidad de parte de los libros de El Señor de los Anillos y ahora sus películas. Mi padre era un gran fan de El Señor de los Anillos, y Éowyn es uno de los personajes. La gente siempre me pregunta si es mi verdadero nombre, pero realmente lo es».

## Estilo musical
Los estilos musicales de Éowyn incluyen al rock cristiano, con influencias de música industrial, rock gótico y rock alternativo.

## Discografía

### Álbumes de estudio
| Año  | Álbum                                                                         |
| ---- | ----------------------------------------------------------------------------- |
| 2003 | Shattered Illusions - Lanzamiento: 25 de marzo de 2003 - Sello: Independiente |
| 2006 | Identity - Lanzamiento: 21 de abril de 2006 - Sello: Independiente            |
| 2008 | Silent Screams - Lanzamiento: 2 de abril de 2008 - Sello: Independiente       |
| 2011 | Beautiful Ashes - Lanzamiento: 3 de mayo de 2011 - Sello: Independiente       |

### Sencillos
| Año  | Título            | Álbum               |
| ---- | ----------------- | ------------------- |
| 2003 | "Take Me Away"    | Shattered Illusions |
| 2006 | "Hold Me"         | Identity            |
| 2006 | "Locked Away"     | Identity            |
| 2006 | "Remedy"          | Identity            |
| 2006 | "Time"            | Identity            |
| 2008 | "Silent Screams"  | Silent Screams      |
| 2009 | "Crashing"        | Silent Screams      |
| 2011 | "Beautiful Ashes" | Beautiful Ashes     |
| 2011 | "Fail Safe"       | Beautiful Ashes     |

### Videoclips
| Año  | Título            | Álbum           |
| ---- | ----------------- | --------------- |
| 2006 | "Locked Away"     | Identity        |
| 2008 | "Silent Screams"  | Silent Screams  |
| 2011 | "Beautiful Ashes" | Beautiful Ashes |
| 2012 | "Cliché"          | Beautiful Ashes |